# Періакти

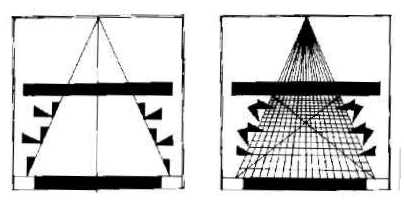
Періакти 17 ст. Джерело: Architectura recreationis, by J. Furttenbach

Періа́кти (від грец. περίαητος — той, що обертається) — в давньогрецькому театрі — декорації у вигляді тригранних призм, що обертаються.